# Leipzig
Leipzig är en kretsfri stad och den största staden i det tyska förbundslandet Sachsen 190 kilometer söder om Berlin med 628,718 invånare (2023) och 1,001,220 (2020) i storstadsområdet (tillsammans med Landkreis Leipzig samt Landkreis Nordsachsen) samt 2,411,051 (2021) i Metropolregion Mitteldeutschland.
Leipzig är ett av Sachsens sex Oberzentren. Staden bildar tillsammans med grannstaden Halle an der Saale i Sachsen-Anhalt centrum i Mellersta Tysklands storstadsregion, dit även de närbelägna större städerna Chemnitz, Zwickau, Dessau-Rosslau, Jena och Gera officiellt räknas. Leipzig är en viktig infrastrukturknutpunkt och ett av de viktigaste näringslivscentrumen i mellersta Tyskland och f.d. Östtyskland.
Leipzig fick stadsrättigheter och marknadsprivilegier 1165 och blev tidigt ett viktigt handelscentrum. Leipzigs tradition som betydande stad för mässor i Centraleuropa går tillbaka till 1190. Vid sidan av Frankfurt am Main är staden ett historiskt centrum för bokhandeln och boktryckande. Leipzigs universitet grundades 1409 och är ett av Tysklands äldsta universitet, och staden har även Tysklands äldsta högskolor för handel och musik.
Leipzig har en stor musikalisk tradition med namn som Johann Sebastian Bach och Felix Mendelssohn Bartholdy samt Richard Wagner.

## Historia
Omkring 900 år efter Kristus anlades en slavisk bosättning på platsen vilket bekräftats genom utgrävningar på området vid Matthäikirchhof av Herbert Küas. Leipzig omnämns första gången 1015 av Thietmar von Merseburg som "urbs Libzi", lindarnas stad. Stadens grundande räknas till 1165 då markgraven Otto den rike av Meissen gav Leipzig stads- och marknadsrättigheter. I och med stadens grundande skapades de stora kyrkobyggnaderna Thomaskirche och St. Nikolaikirche.
Leipzig låg i markgrevskapet Meissen som 1439 gick upp i kurfurstendömet Sachsen. 1485 delades kurfurstendömet upp av bröderna Albrecht den Beherzten och Ernst genom Leipziger Teilung varpå Leipzig ingick i hertigdömet Sachsen. Leipzig förbisågs precis som Meissen och istället blev Dresden huvudstad. 1409 grundades universitetet som Alma Mater Lipsiensis av från Prag fördrivna lärare och studenter och är därmed ett av de äldsta i Tyskland. 
År 1497 upplyftes Leipzig till Riksmässtad (Reichsmessestadt) och blev 10 år senare en mässtad av europeisk rang sedan kejsar Maximilian I utökat stadens areal. Staden blev genom sitt geografiska läge mellan Öst- och Västeuropa den viktigaste tyska handelsplatsen. En viktig del i utvecklingen till mässtad var handeln och bearbetningen av fällar och pälsar. 
Stadens positiva utveckling bröts av det trettioåriga kriget och befolkningen minskade. Under perioden 1631–1642 belägrades staden fem gånger och 1642–1650 var den ockuperad av svenska styrkor. 1631 ägde slaget vid Breitenfeld utanför Leipzig rum mellan svenska styrkor och Tillys trupper. Idag finns på platsen ett monument över Gustav II Adolf. 1756–1763 följde en ockupation av Preussen.

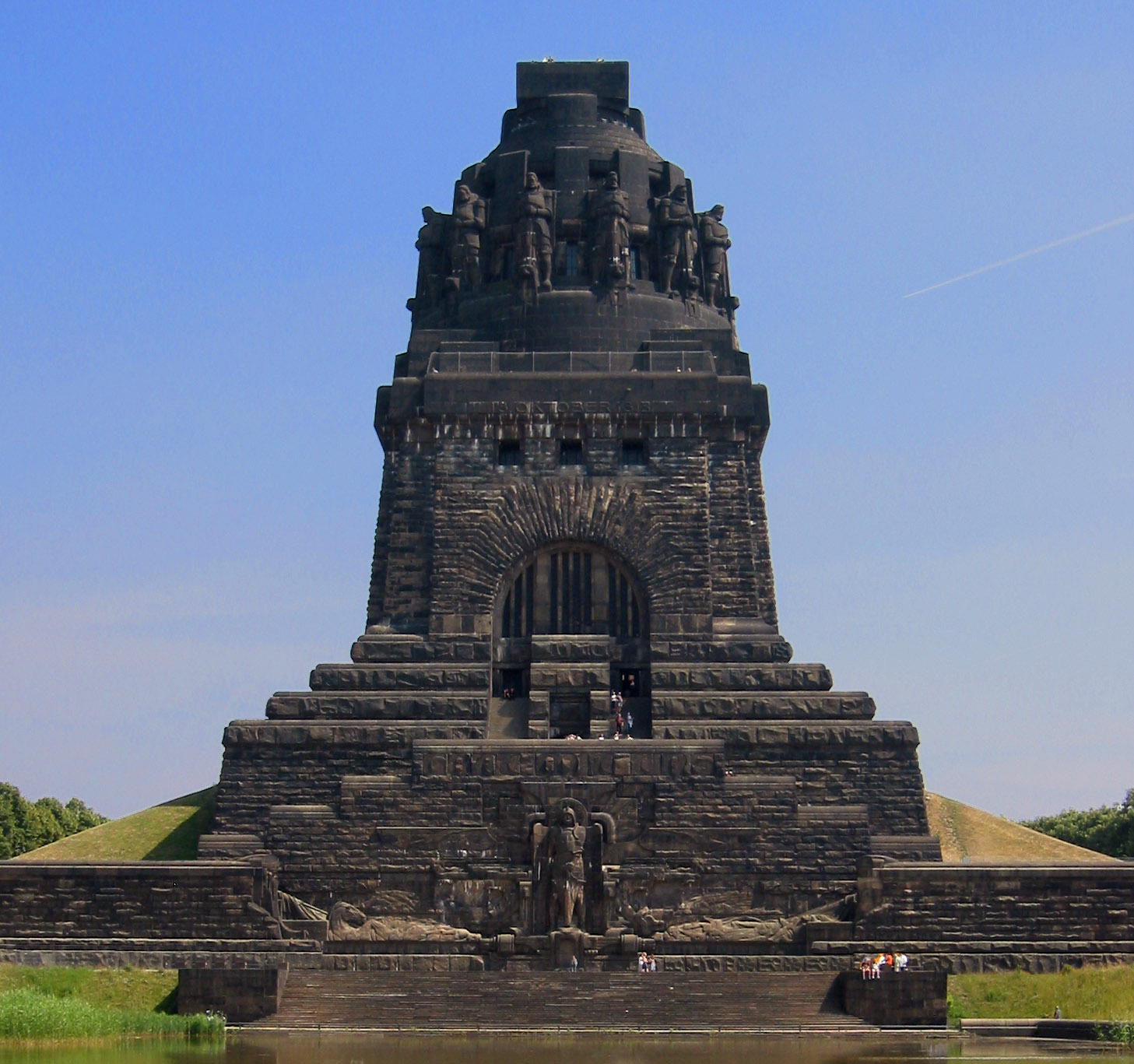
Völkerschlachtdenkmal vid Leipzig

År 1813 stod här slaget vid Leipzig då Österrike, Preussen och Ryssland besegrade Frankrike med allierade under Napoleon I:s ledning. Monumentet över slaget, Völkerschlachtdenkmal, som befinner sig söder om själva staden har blivit ett av Leipzigs kännemärken.  
Under 1800-talet utvecklades Leipzig till en viktig knutpunkt för järnvägen. Den industriella utvecklingen ledde till en stor befolkningstillväxt och 1871 blev Leipzig en av Tysklands storstäder (Großstadt). 1879 lades den högsta domstolen för civil- och straffrätt i det 1871 grundade Tyska riket i Leipzig. 
Under andra världskriget bombades staden flera gånger och stadens centrum förstördes svårt. 6 000 människor föll offer för bomberna. I samband med krigsslutet 1945 hamnade Leipzig en kort period under amerikansk kontroll innan staden (i enlighet med tidigare uppgjorda planer) överfördes till den sovjetiska ockupationszonen. När DDR grundades 1949 blev Leipzig residensstad i distriktet Leipzig. Under DDR-tiden blev Leipzig en av landets viktigaste städer och här hölls bland annat stora SED-arrangemang på Zentralstadion.
Under 1989 ägde stora demonstrationer mot regimen rum i Leipzig. I efterhand anses dessa så kallade måndagsdemonstrationer som en utlösande faktor för den politiska omvälvningen i DDR under hösten 1989.

## Kommunikationer

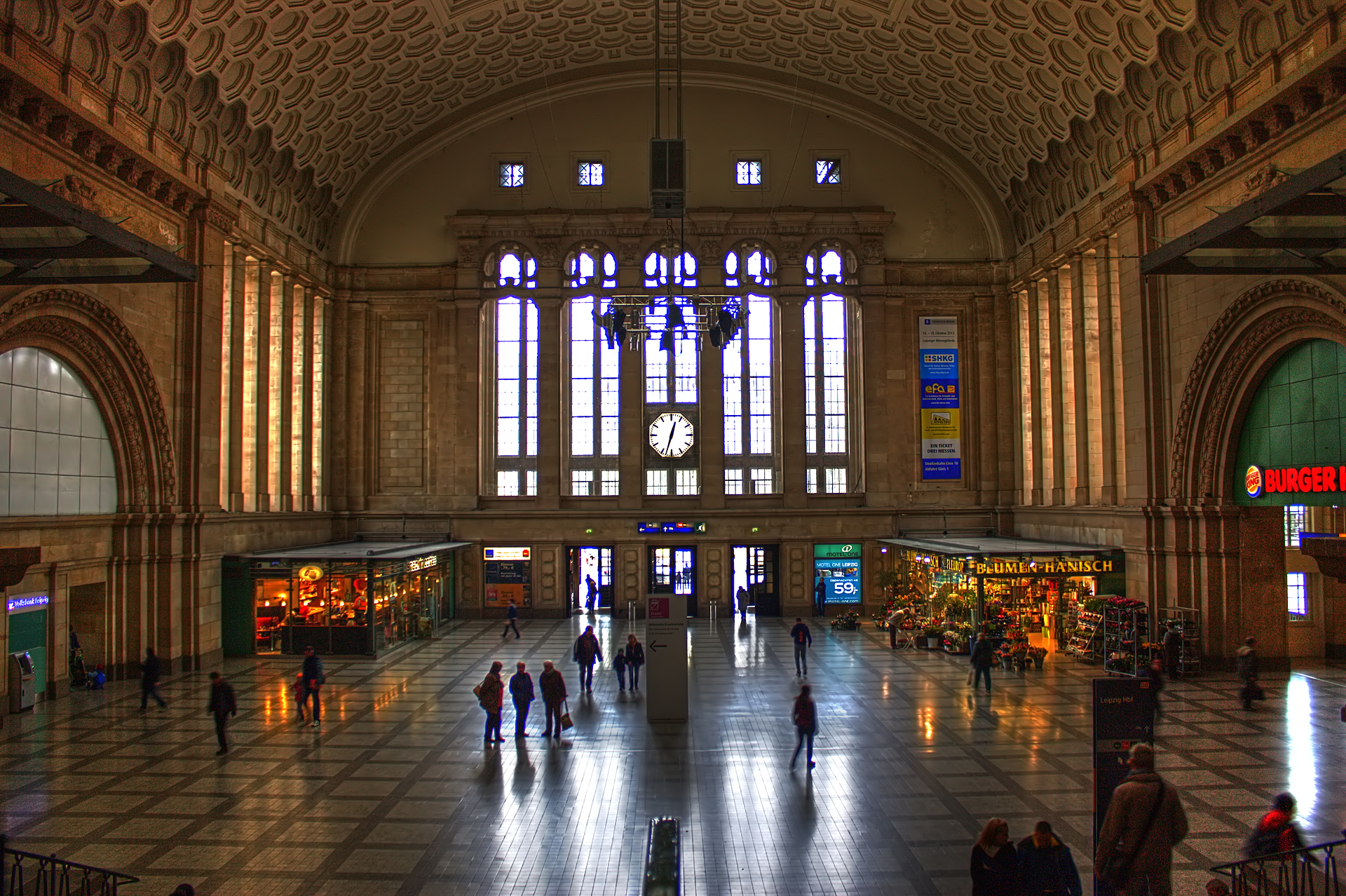
Leipzig centralstation

Leipzig centralstation har hela 21 spår. Byggnaden, som öppnades i december 1915, täcker hela Willy-Brandt-Platz norra sida och är för sin storleks skull indelad i två spegelvända delar. Här trafikerar bl.a. Leipzigs S-Bahn, regionaltåg och fjärrtåg samt utanför Leipzigs spårvägar.

## Näringsliv och infrastruktur
Idag har Porsche en fabrik i Leipzig där man tillverkar modellerna Cayenne, Macan och Carrera GT. Fabriken öppnades 2002 då fabriken i Zuffenhausen inte hade kapaciteten att tillverka den mängd bilar som skulle komma att produceras.
BMW öppnade 2005 en nybyggd fabrik i Leipzig. Här tillverkas kupé-, cabriolet- och 3-dörrarsvarianterna av BMW 1-serie, BMW X1, BMW i3 och BMW i8. Fabriken har cirka 5 000 anställda.
Arbetslösheten var 7,6 procent år 2017.

### Media

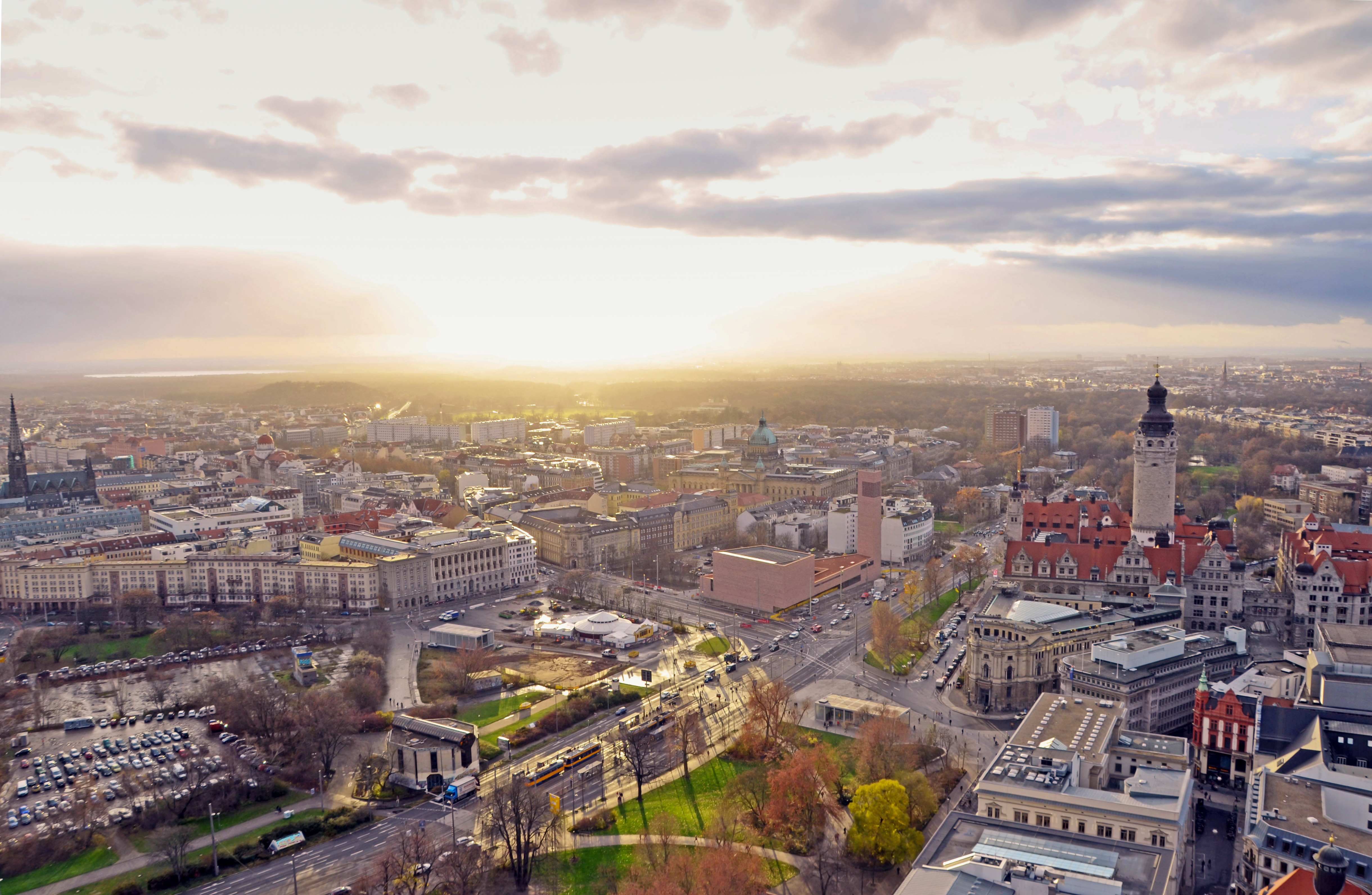
Vy över Leipzig.

I Leipzig har Mitteldeutscher Rundfunk (MDR) sitt huvudkontor i mediakomplexet Media City Leipzig.
Leipziger Volkszeitung är den enda regionala dagstidningen.

### Mässornas stad
Leipzig är sedan lång tid tillbaka en stor mässtad och behöll denna status även under DDR-tiden. Efter murens fall har stora investeringar gjorts för att Leipzig ska kunna fortsätta konkurrera som mässtad och 1996 invigdes Leipziger Messe på nytt efter ombyggnationer. En av de största mässorna som arrangeras här är bokmässan i Leipzig.

### Leipzig/Halles flygplats
Leipzig/Halles flygplats fungerar som internationell flygplats för regionen. Den ligger nordväst om Leipzig halvvägs mot Halle an der Saale. Här återfinns även DHL:s nya europanav för transporter (hub) som en del av Leipzigs utveckling mot att bli ett centrum för internationell frakt. Nära Leipzig finns även flygplatsen Leipzig-Altenburg som ligger söder om staden och är en gammal militärflygplats.

## Utbildning

### Leipzigs universitet (Universität Leipzig)
Leipzigs universitet är ett av världens äldsta universitet och det näst äldsta universitetet i Tyskland (efter antal år i följd). Universitetet grundades den 2 december 1409 av Friedrich I, kurfurste av Sachsen (Friedrich IV. der Streitbare), och hans bror Vilhelm II, markgreve av Meissen (Wilhelm II. der Reiche), och bestod ursprungligen av de fyra skolastiska fakulteterna. Sedan starten har universitetet bedrivit undervisning och forskning i över 600 år utan avbrott.
Filosofen och matematikern Gottfried Wilhelm Leibniz föddes i Leipzig 1646 och studerade vid universitetet 1661-1666. Nobelpristagaren Werner Heisenberg arbetade här som fysikprofessor (1927-1942), liksom Nobelpristagarna Gustav Ludwig Hertz (fysik), Wilhelm Ostwald (kemi) och Theodor Mommsen (Nobelpris i litteratur). Andra tidigare anställda vid fakulteten är mineralogen Georg Agricola, författaren Gotthold Ephraim Lessing, filosofen Ernst Bloch, den excentriske grundaren av psykofysiken Gustav Theodor Fechner och psykologen Wilhelm Wundt. Bland universitetets många anmärkningsvärda studenter fanns författarna Johann Wolfgang Goethe och Erich Kästner, filosofen Friedrich Nietzsche, den politiska aktivisten Karl Liebknecht och kompositören Richard Wagner. Tysklands förbundskansler mellan 2005 och 2021, Angela Merkel, studerade fysik vid Leipzigs universitet.
Universitetet har cirka 30 000 studenter. De fyra ursprungliga fakulteterna var fakulteten för konst, teologi, medicin och juridik. Från och med november 2021 består universitetet av följande 14 fakulteter med institut och centra knutna till var och en av dem: Fakulteten för kemi och mineralogi, fakulteten för ekonomi och förvaltningsvetenskap, fakulteten för pedagogik, fakulteten för historia, konst och regionala studier, fakulteten för juridik, fakulteten för biovetenskap, fakulteten för matematik och datavetenskap, fakulteten för medicin, fakulteten för filologi, fakulteten för fysik och geovetenskap, fakulteten för samhällsvetenskap och filosofi, fakulteten för idrottsvetenskap, teologiska fakulteten, fakulteten för veterinärmedicin.

### Leipzigs universitet för tillämpade vetenskaper (Hochschule für Technik, Wirtschaft und Kultur HTWK)
Leipzigs universitet för tillämpade vetenskaper (Hochschule für Technik, Wirtschaft und Kultur HTWK / Leipzig University of Applied Sciences) grundades den 15 juli 1992. Huvudcampus med 13 byggnader ligger längs gatorna Karl-Liebknecht-Straße, Gustav-Freytag-Straße, Eichendorffstraße och Kochstraße i Leipzig-Connewitz.
Följande fakulteter ingår i HTWK: fakulteten för arkitektur och samhällsvetenskap, fakulteten för företagsekonomi och industriteknik, fakulteten för civilingenjörsvetenskap, fakulteten för datavetenskap och medier, fakulteten för teknik, Fakulteten för digital omvandling.

## Sport i Leipzig
Under DDR-tiden var Leipzig en av de centrala städerna inom idrotten. Leipzig hade DDR:s största stadion, Zentralstadion, med plats för 100 000 åskådare för olika propaganda- och idrottsevenemang. Man hade bland annat ungdomsspartakiader med storslagna uppvisningar och landskamper i fotboll i Leipzig.  Inom handboll hade Leipzig framgångsrika handbollslag i SC Leipzig och SC DHfK Leipzig. I SC DHfK Leipzig återfanns en rad OS- och VM-medaljörer. Deutsche Hochschule für Körperkultur und Sport fanns i Leipzig. 
2006 var Leipzig en av värdorterna under VM i fotboll för herrar och man har för ändamålet byggt en helt ny och toppmodern Zentralstadion. Leipzig ansökte även om att få de olympiska spelen 2012 men misslyckades att nå slutomgången.

### Fotboll
Leipzig har en central roll i den tyska fotbollshistorien då det var här som det tyska fotbollsförbundet DFB bildades 1900. 1903 korades VfB Leipzig till de första tyska mästarna i fotboll. 2006 var Leipzig en av värdorterna under VM i fotboll för herrar och man har för ändamålet byggt en helt ny och toppmodern Zentralstadion. 
Idag är det RB Leipzig som är det stora fotbollslaget i staden, där bl. a svenske landslagsstjärnan Emil Forsberg spelar.

Andra fotbollsföreningar från Leipzig är Lokomotive Leipzig, BSG Chemie Leipzig och Roter Stern Leipzig. 

## Kultur

### Sevärdheter

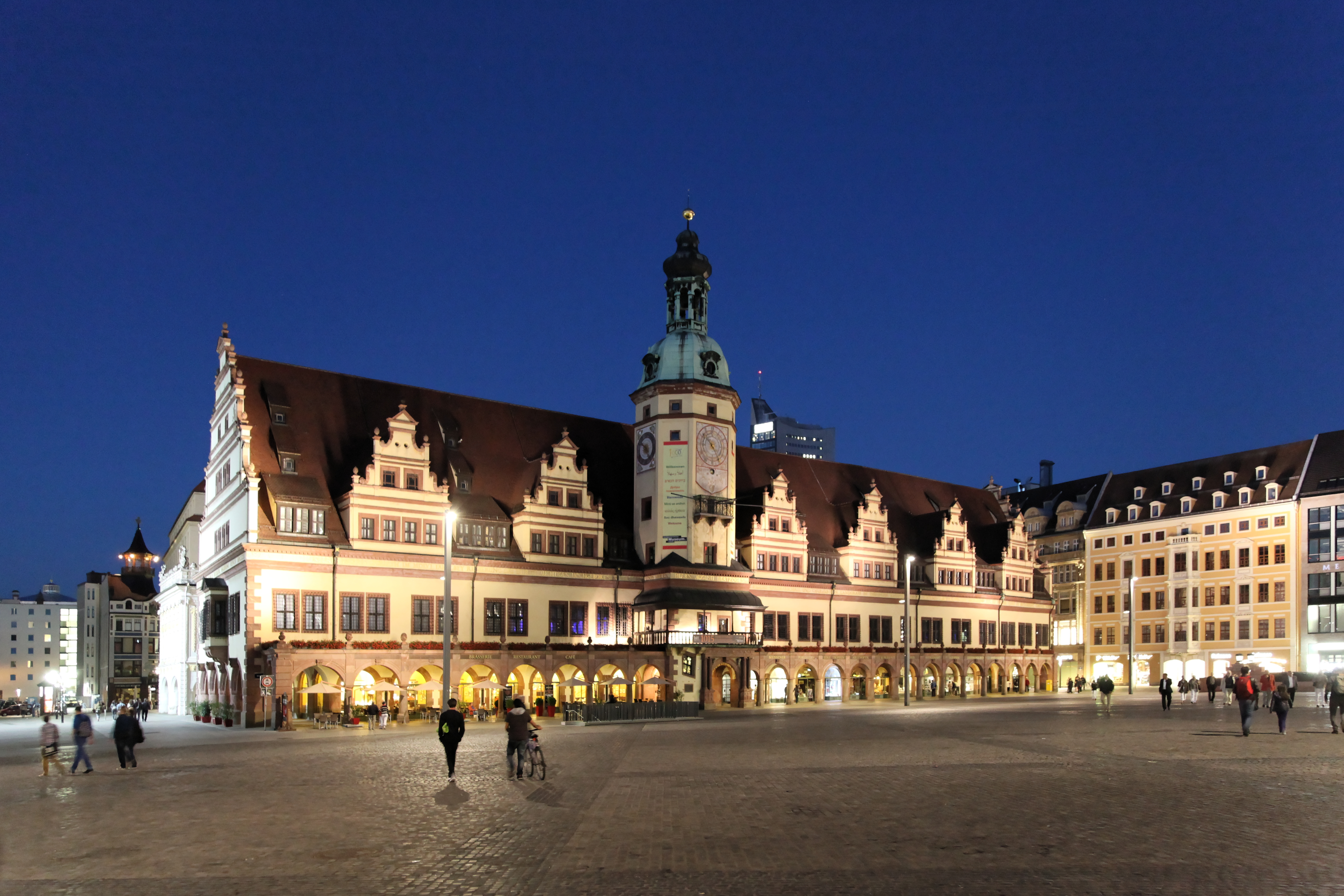
Gamla stadshuset och Marktplatz
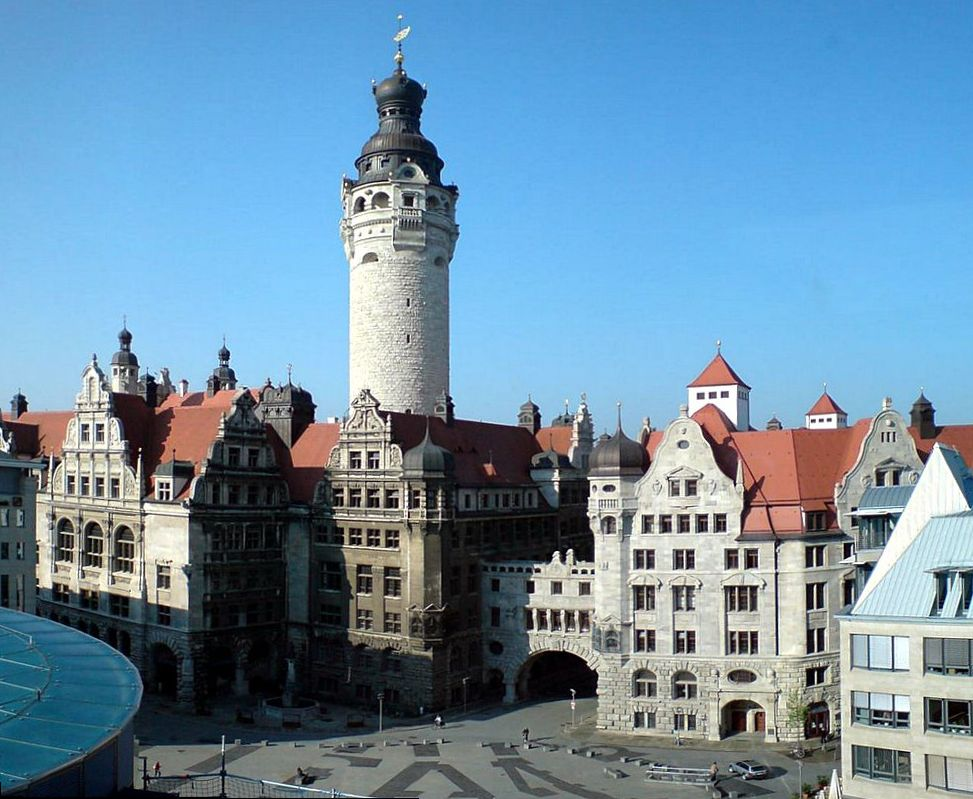
Nya stadshuset och Burgplatz
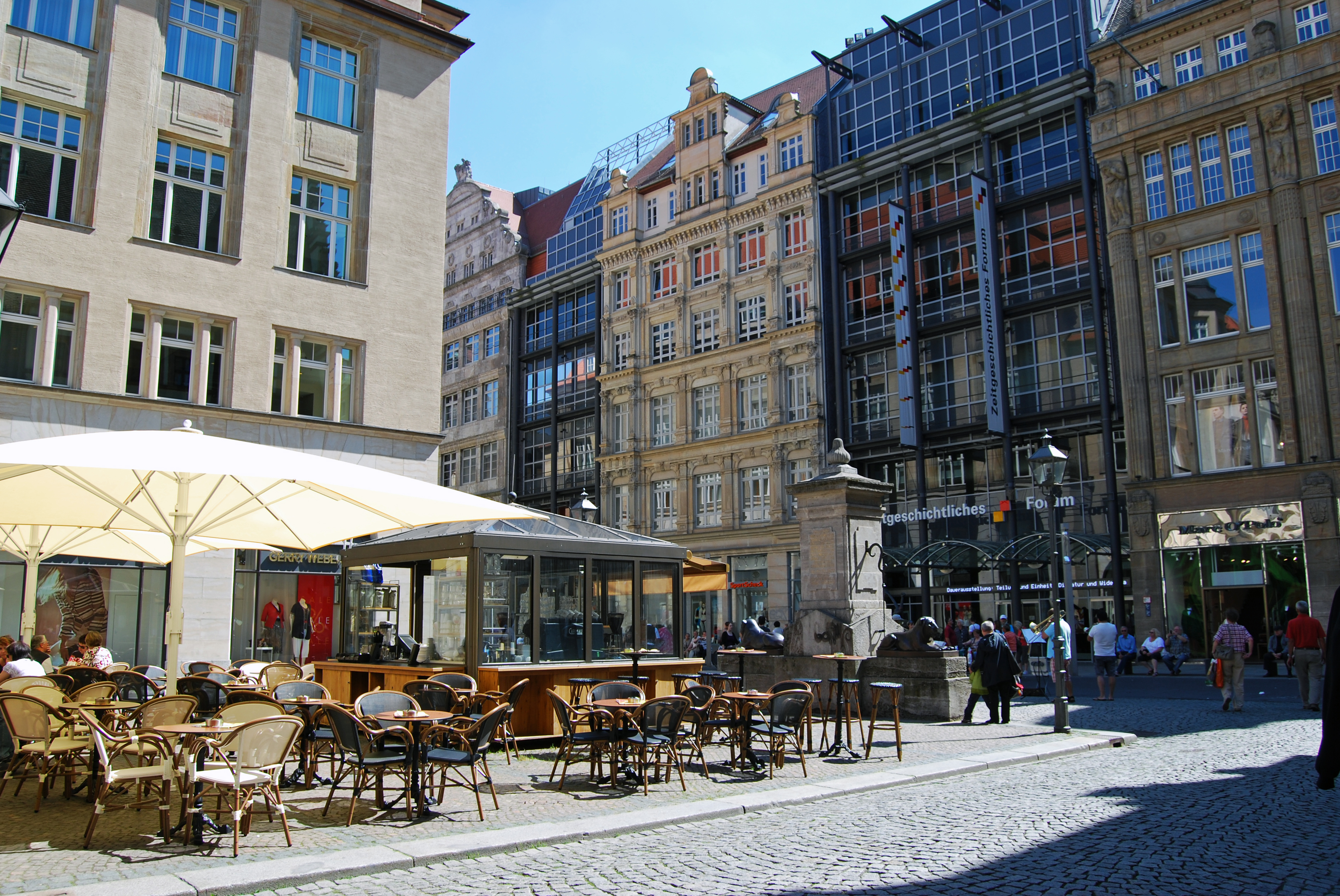
Naschmarkt
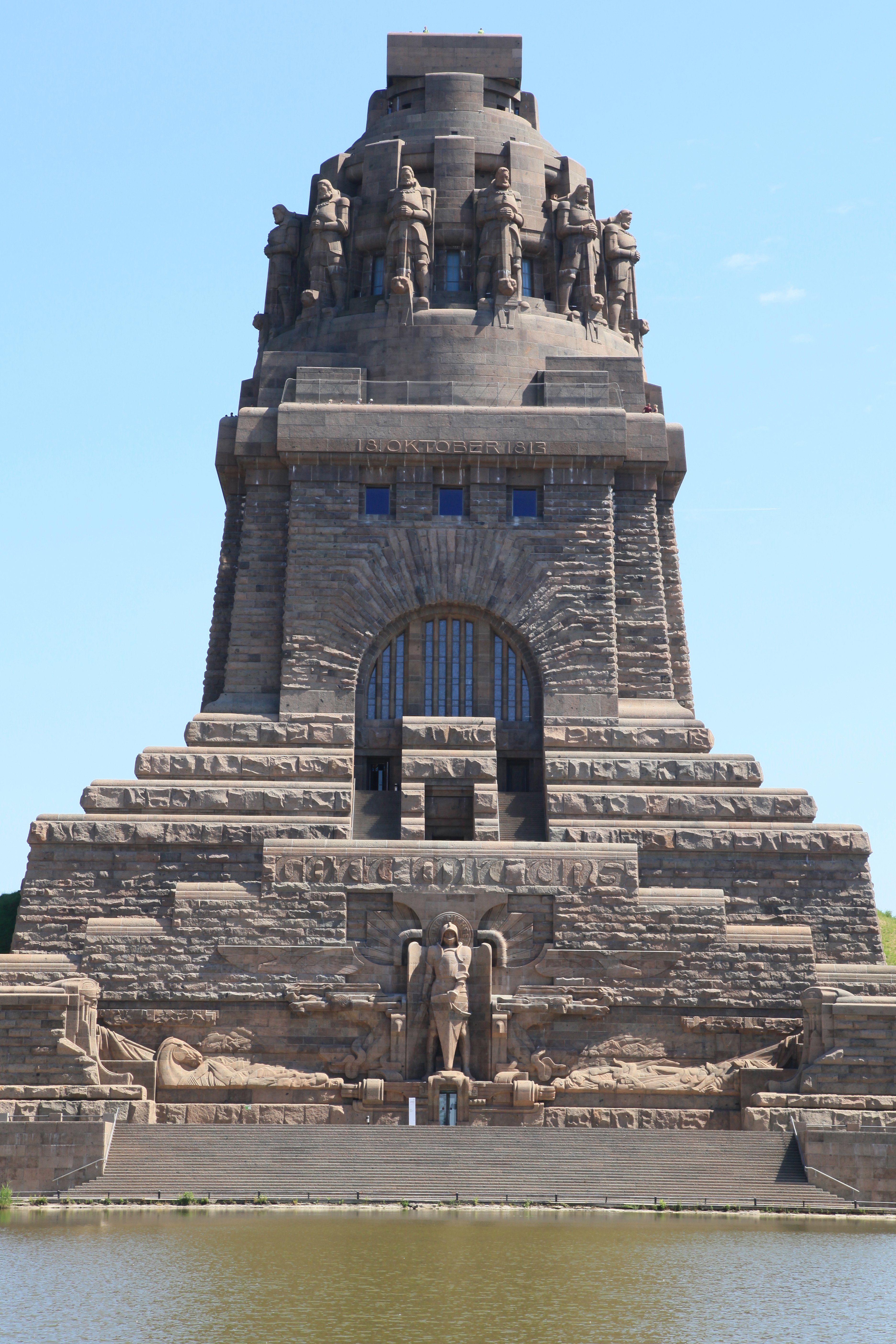
Minnesmärket över folkens slag
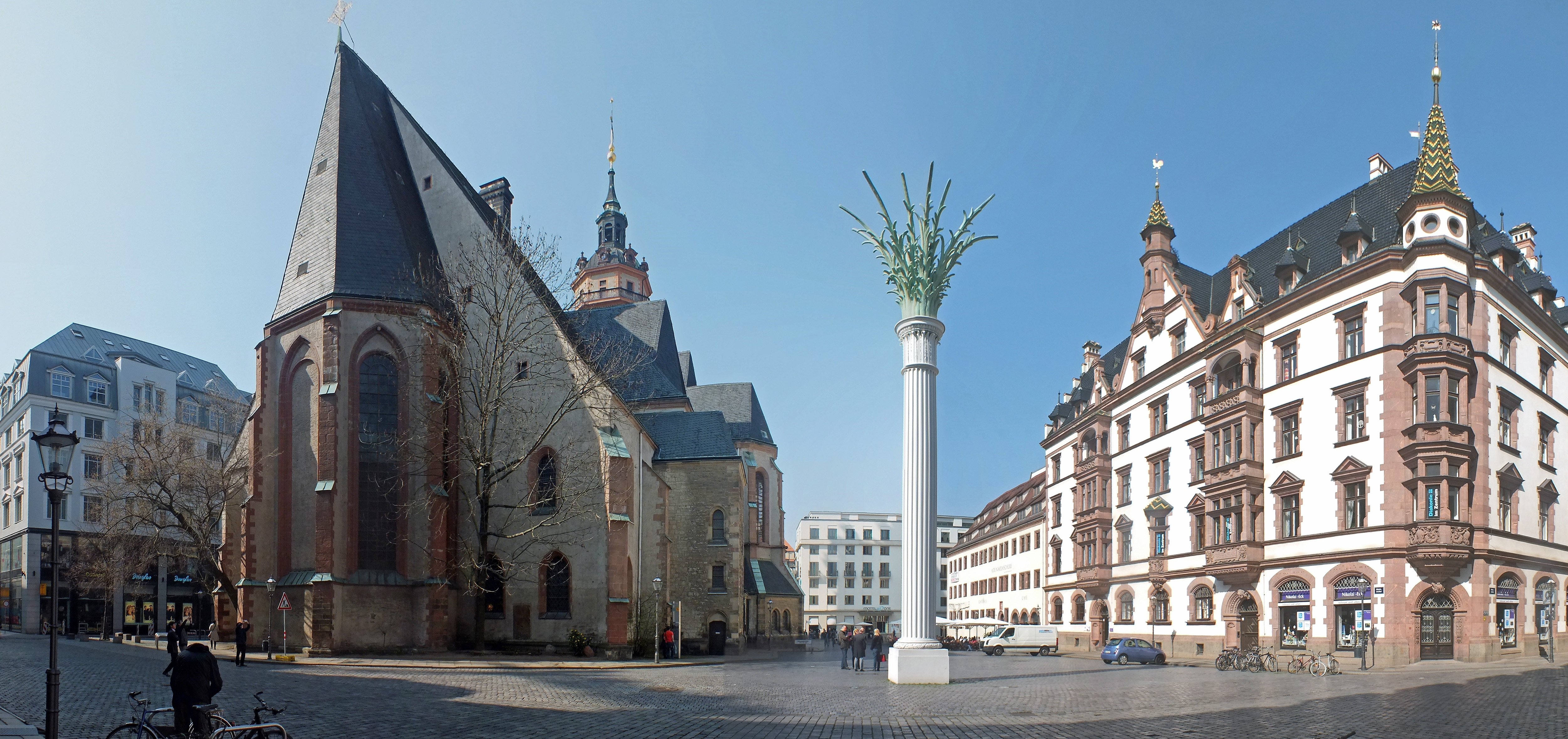
Nikolaikirche
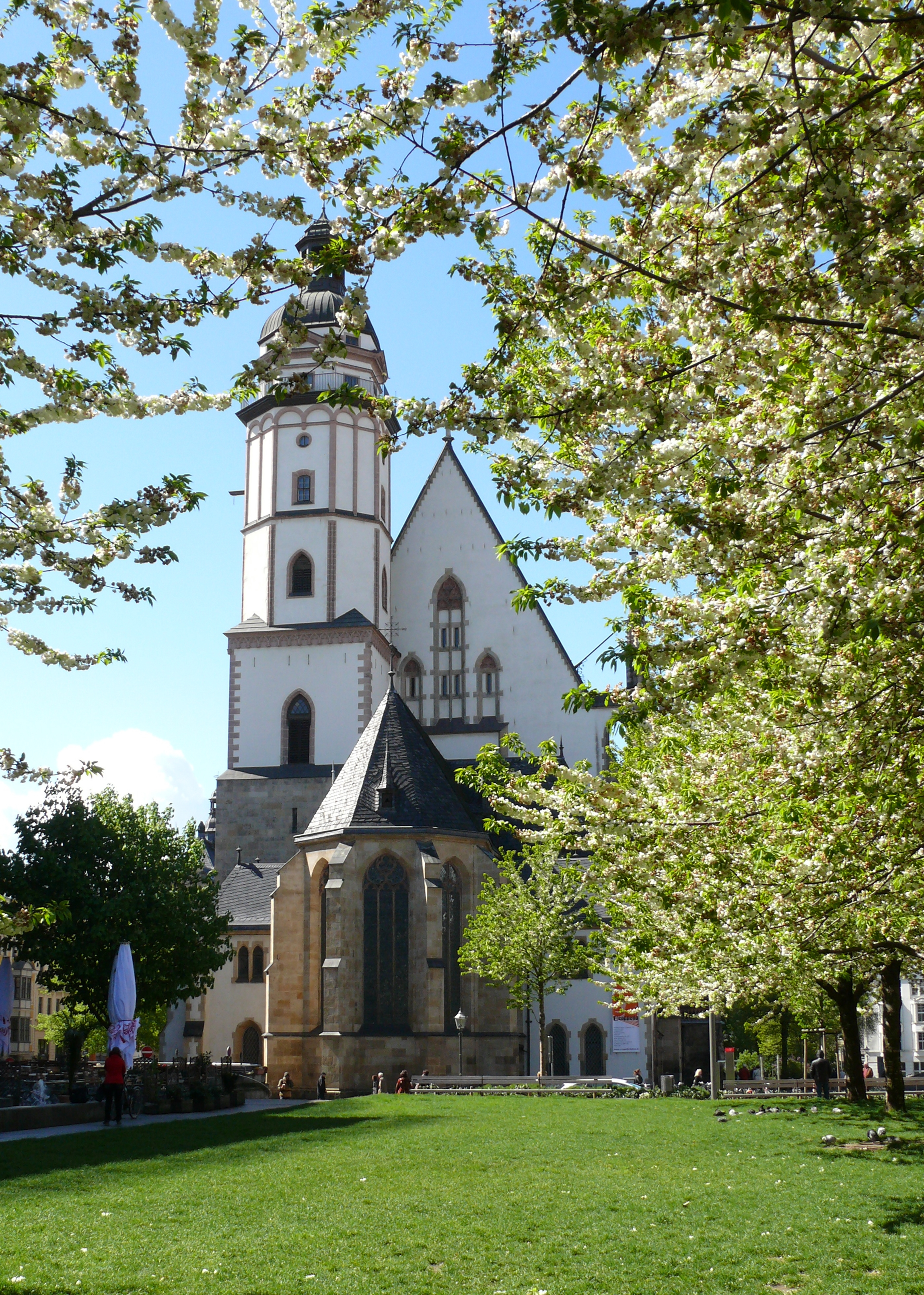
Thomaskirche
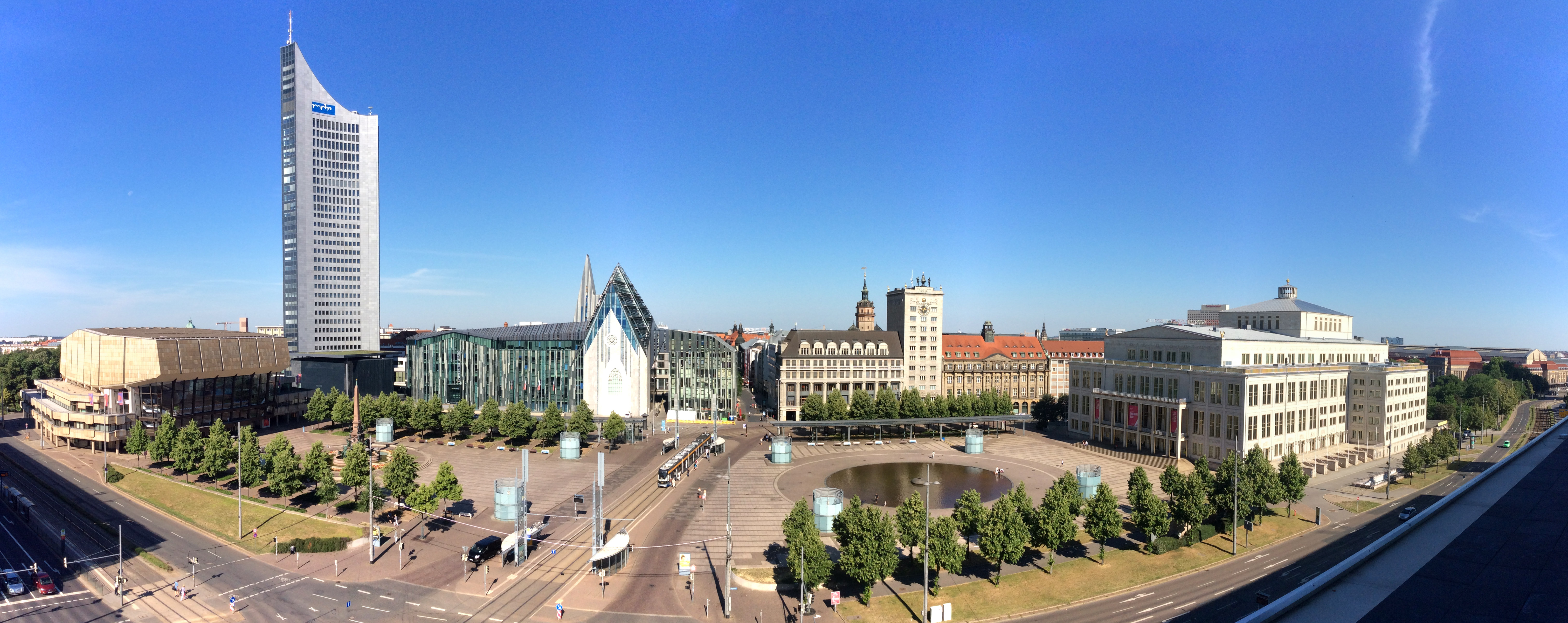
Augustusplatz

### Museer
- Deutsches Buch- und Schriftmuseum der Deutschen Bücherei Leipzig
- Sportmuseum Leipzig
- Zeitgeschichtliches Forum
- Grassimuseum
- Naturkundemuseum

### Musik
Johann Sebastian Bach verkade i staden under många år. Han hade organisttjänsten i Thomaskyrkan, som syns på bilden till höger. Han dog i staden och är även begravd i kyrkan. Richard Wagner är född i Leipzig.
Sångaren Bill Kaulitz och gitarristen Tom Kaulitz (medlemmar i bandet Tokio Hotel) är födda i Leipzig. Även Till Lindemann, sångare i bandet Rammstein, är född i staden.